# Miguel Ángel Rodríguez Bajón
Miguel Ángel Rodríguez Bajón (Valladolid, Castella i Lleó, 21 de gener de 1964) és un polític, periodista i escriptor espanyol, que fou Portaveu del Govern d'Espanya entre 1996 i 1998.

## Activitat política
Va estudiar filologia hispànica a la Universitat de Valladolid, però orientà posteriorment la seva tasca professional vers el periodisme i la comunicació. Amic personal de José María Aznar, aquest el nomenà portaveu de la Junta de Castella i Lleó el ser escollit Aznar president de Castella i Lleó l'agost de 1987, ocupant aquest càrrec fins a l'abril de 1989.
Sense ser militant del Partit Popular (PP) fou nomenat el gener de 1990 director de l'Oficina d'Informació del PP, encarregant-se dels mitjans de comunicació i de la imatge del partit. Afiliat al PP el setembre de 1995 seguidament fou nomenat coordinador adjunta a la Presidència del Govern, encarregant-se essencialment de temes de comunicació i imatge.
En les eleccions generals espanyoles de 1996 fou escollit diputat al Congrés per la província de Madrid, sent nomenat Secretari d'Estat de Comunicació i Portaveu del Govern, renunciant per això al seu escó el maig del mateix any. El 10 de juliol de 1998 cessà dels seus càrrecs per motius personals, sent substituït per Josep Piqué i Camps com a Portaveu del Govern i Antonio Martín Marín com a Secretari d'Estat.
Allunyat dels càrrecs polític és membre de la Fundació FAES, i a més d'haver editat diversos llibres és tertulià a l'emissora COPE.

## Corrupció
Segons els anomenats papers de Bárcenas (presumpta comptabilitat B del Partit Popular) publicats pel diari El País, Miguel Ángel Rodríguez hauria rebut un total de 10.067 euros en sobresous amb diners en negre procedents del finançament il·legal del partit.